# Наджееб Якубу
Наджееб Якубу (англ. Najeeb Yakubu, нар. 1 травня 2000, Аккра) — нігерський та ганський футболіст, правий захисник.

## Клубна кар'єра
Вихованець юніорської команди «Аккра Нью-Таун», у складі якої виступав до 2017 року. По завершенні контракту залишив склад нижчолігового клубу як вільний агент. У 2018 році виступав у клубі Професіональної футбольної лігії Нігерії (перша ліга) «Нігер Торнадос».
Після виступів за юнацьку збірну Гани U-17 до юного захисника проявляли увагу ряд європейських клубів, але Наджееб для свого подальшого розвитку обрав «Ворсклу». 4 вересня 2018 року підписав 3-річний контракт з «Ворсклою». Спочатку залучався до матчів молодіжної команди полтавського клубу, за яку дебютував 14 вересня 2018 року в програному (0:2) виїзному поєдинку 8-о туру проти львівських «Карпат». Якубу вийшов на поле в стартовому складі та відіграв увесь матч. А вже наступного дня потрапив до заявки першої команди «Ворскли» на матч Прем'єр-ліги проти першої команди «Карпат», проте на поле так і не вийшов та просидів увесь матч на лаві для запасних.
Дебютував за «Ворсклу» 20 жовтня 2018 року в поєдинку 12-о туру УПЛ проти київського «Динамо». Якубу вийшов на поле в стартовому складі, а на 74-й хвилині його замінив Юрій Коломоєць.
12 серпня 2022 року був орендований фінським футбольним клубом «Ільвес». За рік провів у команді 17 ігор у чемпіонаті і один матч у кубку, після чого у вересні 2023 року повернувся у «Ворсклу».

## Кар'єра в збірній
Викликався до складу юнацької збірної Гани U-17, за яку дебютував 6 жовтня 2017 року в переможному (1:0) виїзному поєдинку 1-о туру групового етапу юнацького Чемпіонату світу з футболу U-17 проти однолітків з Колумбії. Наджееб вийшов на поле в стартовому складі та відіграв увесь матч. На цьому турнірі зіграв 5 поєдинків, а збірна Гани дійшла до 1/4 фіналу, де поступилася одноліткам з Малі.
Під час виступів за «Ворсклу» висловив бажання грати за збірну України, але так до неї виклику і не отримав.
Натомість Якубу був викликаний до національної збірної Нігеру на товариський матч у березні 2022 року, але тоді на поле не вийшов. 23 вересня 2022 року він дебютував у складі збірної Нігеру, вийшовши в основі в товариському матчі проти Єгипту (0:3), а на 68 хвилині був замінений на Махамана Сіссе.

## Стиль гри
Виступає переважно на правому фланзі, може зіграти як на позиції захисника, так і на позиції правого півзахисника.

## Досягнення
- Володар Кубка Косова: 2024/25
- Фіналіст Кубка України: 2019/20, 2023/24